# شريان كعبري
يعتبر الشريان الكعبري من إحدى الأوعية الدموية الرئيسية من الطرف العلوي في جسم الإنسان. إذ يُعتبر الشريان الرئيسيّ للجانب الوحشيّ للساعد.

## البنية
ينشأ الشريان الكعبريّ من تشعُّب الشريان العضديّ في الحفرة المرفقيّة. ومن ثمّ يسير بعيداً على الجزء الأماميّ من الساعد. ويُمثّل الشريان الكعبريّ نقطة علام لتقسيم الساعد إلى مقصورتين (حجرتين) أماميّة وخلفيّة، حيث تبدأ الحجرة الخلفيّة وحشيّ الشريان. ينتشر بعدها الشريان حول المعصم، مارَّاً من مسعط المشرّحين أو منشقة المشرّحين وبين رؤوس العضلات بين العظام الظهرانيّة. ويمرُّ الشريان أمامياً بين رؤوس العضلة المقرِّبة لإبهام اليد، ويشكِّلُ بعدها القوس الراحيّة العميقة، التي ستنضمّ فيما بعد إلى الفرع العميق من الشريان الزنديّ.

يترافق الشريان الكعبريّ طوال مساره بوريد يُدعى الوريد الكعبريّ.

### الفروع
يمكن تقسيم فروع الشريان الكعبريّ إلى ثلاث مجموعات، تُقابل المناطق الثلاث التي تتوضع فيها هذه الفروع.

#### في الساعد
- الشريان الراجع الكعبريّ: ينشأ بعد نشوء الشريان الكعبريّ من الشريان العضديّ مباشرةً. ومن ثم يصعد إلى الأعلى ومن ثم يتفاغر مع الشريان المساير الكعبريّ حول مفصل المرفق.
- الفرع الرسغيّ الراحيّ: وعاء دموي صغير ينشأ قرب الحافة السفليّة للعضلة الكابة المربعة.
- الفرع الراحي السطحي للشريان الكعبريّ: ينشأ من الشريان الكعبريّ قرب مكان انعطاف الشريان حول الجانب الوحشيّ للمعصم.

#### في المعصم
- الفرع الرسغيّ الظهريّ للشريان الكعبريّ: وعاء دمويّ صغير ينشأ تحت الأوتار الباسطة للإبهام.
- الشريان السنعي (المشطيّ) الظهريّ الأول: ينشأ قبل مرور الشريان الكعبريّ بين رأسي العضلة بين العظام الظهريّة وينقسم (في معظم الحالات) فوراً إلى فرعين يرويان الأجزاء المجاورة من الإبهام والسبابة، بينما يتلقى الجانب الوحشيّ للإبهام فرعاً مباشراً من الشريان الكعبريّ.

#### في اليد
- الشريان الرئيسي للإبهام: ينشأ من الشريان الكعبريّ عند التفافه أنسياً إلى الجزء العميق من اليد.
- الشريان السبابيّ الكعبريّ: ينشأ بالقرب من الفرع الرئيسي للإبهام. قد ينشأ شريانان من جذع مشترك وهو الشريان السنعيّ (المشطيّ) الراحيّ الأول.

### التنوعات
يأخذ الشريان الكعبريّ مساراً سطحياً في مسعط المشرحين (منشقة المشرحين) أقل من 1% من الناس. يمكن أن يُشتبه بين هذا التنوّع للشريان الكعبريّ والوريد الرأسي، وقد أُبلغ عن حالات حقن خاطئ في الشريان الكعبريّ لأشخاص لديهم هذا التنوّع. لذا يُوصى بجس النبض الشريانيّ في مسعط المشرحين (منشقة المشرحين).

## الأهمية السريرية
يمتد الشريان الكعبريّ سطحياً أمام النهاية القاصية (البعيدة) لعظم الكعبرة، بين أوتار العضلات العضدية الكعبريّة وعاطفة الرسغ الكعبريّة، وعادةً ما يأخذ السريريون (الطبيب أو الممرض) النبض الكعبريّ (حيث يُستخدم النبض الكعبريّ لتقييم معدل ضربات القلب وإيقاع القلب). كما يمكن جس الشريان الكعبريّ بطريقة أبسط عبر جسه أثناء عبوره من مسعط المشرحين (منشقة المشرحين). يُستخدم الشريان الكعبريّ عادةً لتعطيم طعم مجازة الشريان الإكليليّ، ويتزايد باستمرار شيوع استخدام هذا الشريان لهذا الغرض بين أوساط جراحي القلب. حديثاً، ثبت أن للشريان الكعبريّ دورة قبل وبعد الجراحة مميزة بالمقارنة مع طعوم الأوردة الصافنة.

غالباً ما يُثقب الشريان الكعبريّ في إجراءات الحصول على دم شريانيّ لتقييم غازات الدم الشريانيّ. وقد تشتمل مثل هذه الإجراءات بدايةً على إجراء اختبار ألن.

كما يُعتبر الشريان الكعبريّ موقعاً شائعاً لإدخال القسطر الشريانيّ، كما هو الحال في مؤشر الضغط الدمويّ في وحدة العناية المركزة. ويُختار هذا الشريان تحديداً لسهولة الوصول إليه وبسبب انخفاض معدل حدوث المضاعفات بسبب هذا الإجراء كالخثار.

## صور إضافية

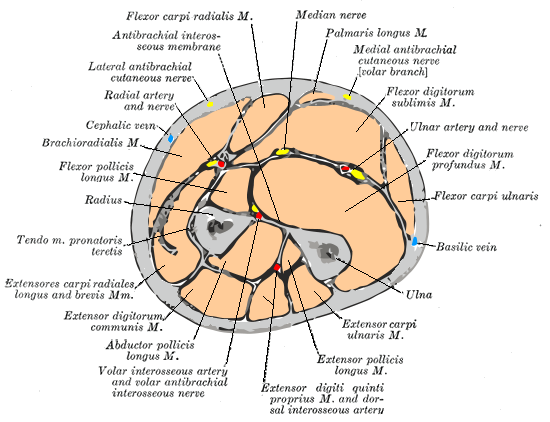
مقطع عرضيّ يمر من منتصف الساعد.
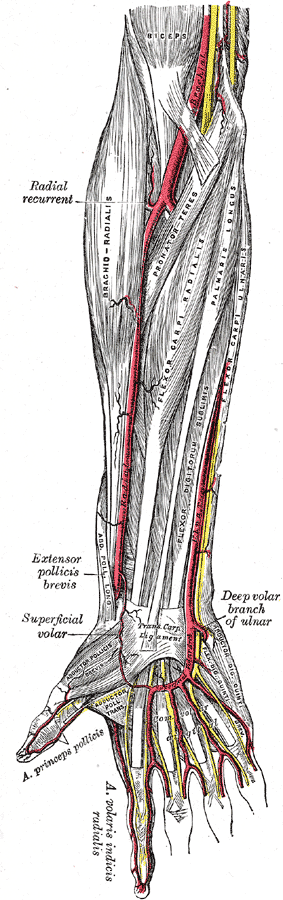
The radial and ulnar arteriesالشريانان الكعبريّ والزندي.
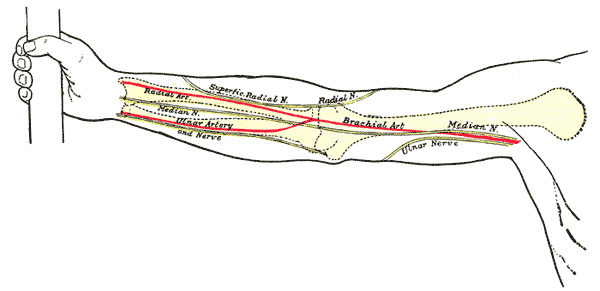
السطح الأماميّ من الطرف العلويّ الأيمن، يظهر في الرسم العلامات السطحيّة للعظام والشرايين والأعصاب.
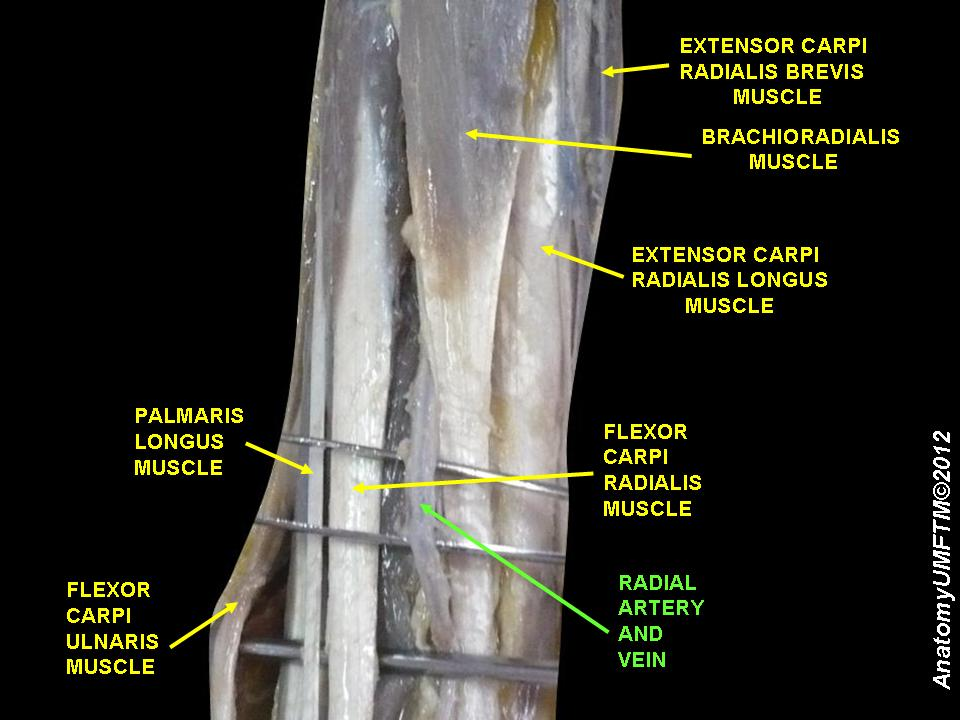
الشريان والوريد الكعبريّان.

## روابط خارجية
- Image at umich.edu - pulse
- Radial artery puncture - medicalstudents.com
- درسٌ تشريحي حول lesson4artofforearm مُعدٌ بواسطة ويسلي نورمان (جامعة جورجتاون).